# Asilus fuscipes
Asilus fuscipes är en tvåvingeart som beskrevs av Charles Joseph de Villers 1789. Asilus fuscipes ingår i släktet Asilus och familjen rovflugor.
Artens utbredningsområde är Frankrike. Inga underarter finns listade i Catalogue of Life.